# Kevin Blackwell
Kevin Patrick Blackwell, född 21 december 1958 i Luton, England, är en före detta engelsk professionell fotbollsspelare, tränare och manager. Han spelade totalt 227 matcher som målvakt för icke-liga laget Boston United och har totalt spelat för 12 olika klubbar utan någon större framgångar. Efter spelarkarriären fortsatte han som tränare och blev känd då han tog över som manager för Leeds United 2004. Han har dessutom varit manager i Luton Town och Sheffield United som han lämnade 2010.